# José Señarís Romay
José Fernando Señarís Romay, también conocido como Frikidoctor, nació en Madrid, España en 1972 es un cirujano general y médico estético de nacionalidad española. Es miembro del Colegio de Médicos de Madrid y de la Asociación Española de Cirujanos.Además, es actor y guionista del programa de televisión español El hormiguero y creador de contenidos. 

## Estudios y Trayectoria Profesional
José Señarís Romay estudió medicina en la Universidad de Alcalá de Henares, obteniendo su licenciatura en medicina y cirugía en 1995, especializándose en cirugía general y del aparato digestivo (2002); realizó su residencia en la Fundación Jiménez Díaz y en la Clínica Nuestra Señora de la Concepción en Madrid, España. Cursó estudios de doctorado en Medicina y Cirugía en la Universidad Autónoma de Madrid habiendo realizado su Tesis Doctoral «Mucosectomía prehemorroidal mecánica como tratamiento quirúrgico de la enfermedad hemorroidal avanzada“ (2004). En su carrera profesional, ha participado en numerosos congresos y ponencias, así como en investigación en el área de cirugía general y del aparato digestivo. 
Desde el 2002 a la actualidad se ha desempeñado como cirujano diferentes centros de salud como la Fundación Jiménez Díaz, Hospital Quirónsalud Sur (Alcorcón)  y el Hospital Ruber Internacional; colaborando también como médico estético con distintos especialistas de cirugía plástica para reparación de pared abdominal con herias asociadas
Además de ser médico, se ha destacado también como guionista del Programa El hormiguero del cual forma parte desde el año 2008;y como creador de contenidos, habiéndose hecho popular por sus análisis sobre la serie Games of Thronesde HBO y otros programas de televisión y películas de ciencia ficción; hasta el punto de tener un pleito legal con la cadena HBO el año 2016 debido a las predicciones que realizaba sobre la última temporada de Games of Thrones.En su canal en la plataforma YouTube, proporciona teorías, análisis y discusiones sobre los episodios y personajes de distintas producciones. También ha realizado presentaciones en convenciones y eventos relacionados con la cultura pop, siendo más conocido en esta faceta como Frikidoctor.

## Trayectoria como "Frikidoctor"
Frikidoctor se hizo popular en línea gracias a sus videos de YouTube en los que desglosaba los episodios de Games of Thrones principalmente durante las temporadas 6, 7 y 8 de la serie, que se emitieron entre los años 2016 y 2019. Su enfoque meticuloso y su conocimiento detallado de los libros de George R.R. Martin, en los que se basa la serie, lo convirtieron en una figura destacada en la comunidad de seguidores de la serie.

#### Análisis y Predicciones
Lo que diferenciaba a Frikidoctor de otros críticos y analistas en línea era su habilidad para prever eventos futuros en la serie con base en pistas sutiles, simbolismo y la estructura narrativa. Sus teorías y predicciones se volvieron ampliamente discutidas en foros y redes sociales, convirtiéndolo en una autoridad reconocida en el universo de Game of Thrones; sus predicciones fueron tan acertadas, que la cadena que produjo la serie HBO presentó una demanda legal contra Frikidoctor por violaciones a la propiedad intelectual.
Aunque Game of Thrones concluyó en 2019, Frikidoctor es reconocido como uno de los analistas más influyentes de la serie. Su capacidad para desentrañar los misterios de Westeros y anticipar giros de trama inesperados ha dejado una marca en la comunidad fanática y en la cultura pop en línea.

#### Otros Proyectos y Colaboraciones
Además de su trabajo en Game of Thrones, Frikidoctor ha participado en diversos proyectos relacionados con la cultura pop y la televisión. Ha colaborado con otros creadores de contenido en YouTube, participado en podcasts y eventos, y continuado expandiendo su presencia en línea.